# القومسيون غرب
قرية القومسيون غرب هي إحدى القرى التابعة لمركز مطوبس في محافظة كفر الشيخ في جمهورية مصر العربية. حسب إحصاءات سنة 2006، بلغ إجمالي السكان في القومسيون غرب 9158 نسمة، منهم 4578 رجل و4580 امرأة.